# Chamaeleo ellioti
Chamaeleo ellioti este o specie de cameleon din genul Chamaeleo, familia Chamaeleonidae, ordinul Squamata, descrisă de Günther 1895. Conform Catalogue of Life specia Chamaeleo ellioti nu are subspecii cunoscute.